# Industry (Kalifornia)
Industry (oficjalnie – City of Industry) – miasto w Stanach Zjednoczonych, w Kalifornii, w hrabstwie Los Angeles, położone w dolinie San Gabriel Valley. W mieście znajduje się ponad 2500 firm oraz 80 000 miejsc pracy, lecz według spisu z 2010 roku zamieszkuje je jedynie 219 osób, w porównaniu do 777 mieszkańców w roku 2000.

## Geografia
Według United States Census Bureau, całkowita powierzchnia miasta wynosi 31 km², z czego 0,78 km² (2,31%) stanowią wody.
Industry leży na przedmieściach Los Angeles, 35 km od Downtown L.A.

## Gospodarka
Miasto składa się głównie ze stref biznesowych: 92% miasta stanowią strefy przemysłowe, a 8% strefy handlowe. Pojedyncze budynki mieszkalne w Industry powstały albo przed założeniem miasta, albo znajdują się na parcelach przyległych do Klubu Golfowego Industry Hills (Industry Hills Golf Club), Centrum Rekreacyjnego Industry Hills (Industry Hills Recreation Center) lub też są ulokowane w niewielkiej dzielnicy przyległej do ratusza. Ponadto, część mieszkańców mieszka w miejskim domu opieki El Encanto Healthcare Center.
W Industry nie obowiązuje podatek od dochodów przedsiębiorstw, a miasto finansowane jest głównie z podatków obrotowych od sprzedaży detalicznej otrzymywanych od centrów handlowych zlokalizowanych w granicach miasta oraz z podatków od nieruchomości. W mieście obowiązuje 1,92% stawka podatku od nieruchomości, która jest najwyższą w hrabstwie Los Angeles. Ponadto w mieście zlokalizowany jest dochodowy hotel Pacific Palms Resort (wcześniej znany jako Industry Hills Sheraton), który jest niemal całkowicie otoczony granicami miasta La Puente, lecz znajduje się w granicach City of Industry.
City of Industry jest popularnym obszarem inwestycyjnym dla chińskich przedsiębiorców. Miasto znane jest jako centrum importu i eksportu części komputerowych z i na rynki azjatyckie. Dla wygody, wielu Chińskich biznesmenów mieszka w pobliskich Rowland Heights, Hacienda Heights, West Covina, Diamond Bar oraz Walnut.
Miasto jest jedną z zaproponowanych lokalizacji do budowy Los Angeles Stadium.

### Przedsiębiorstwa
Do ważniejszych przedsiębiorstw, które posiadają swoje siedziby w Industry, należą:
- Alta Dena[9]
- CSC Enterprise Corp.
- Hot Topic
- Newegg.com[10]
- Metro United Bank (spółka córka MetroCorp Bancshares)
- DUB
- Emtek Products[11]
- Public Health Foundation Enterprises, Inc.[12]
- Utility Trailer Manufacturing Company[13]
- Medlock Industries
- Yum-Yum Donuts[14]
- Engineering Model Associates/Plastruct[15]

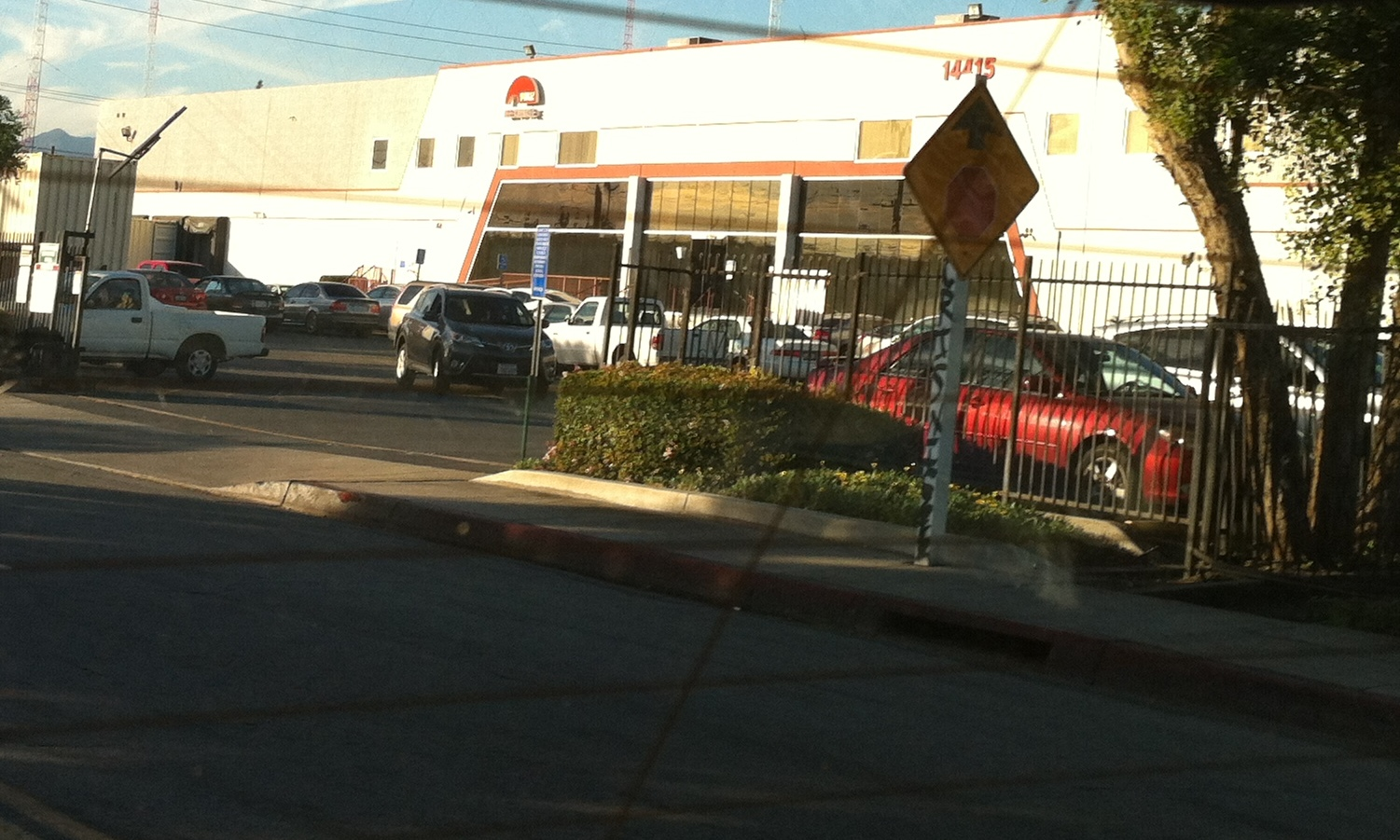
Budynek Lee Kum Kee w Industry

Do innych firm, które są obecne w mieście należą:
- Biostar[16]
- DIRECTV
- FedEx
- Golden State Foods[17]
- Health One Pharmaceuticals
- Kellwood Company
- Micro-Star International[18]
- Quest Nutrition, LLC
- Lee Kum Kee USA, biuro w Los Angeles[19]

## Demografia

### 2010
Według spisu z roku 2010, miasto zamieszkuje 219 osób. Gęstość zaludnienia wynosi 7 osób/km². 58,9% ludności miasta to ludzie biali (w tym 37,9% inni niż Hiszpanie), 0,5% to czarni lub Afroamerykanie, 8,2% to Azjaci, 52,5% to Hiszpanie lub Latynosi.
Według spisu 214 mieszkańców żyło w gospodarstwach domowych, 5 osób (2%) w obiektach nieinstytucjonalnych oraz 0% w obiektach instytucjonalnych.
W mieście znajduje się 69 gospodarstw domowych, z czego w 32 (46%) z nich znajdują się dzieci poniżej 18 roku życia. 37 (54%) gospodarstw domowych tworzą małżeństwa przeciwnych płci. 7 (10%) stanowią kobiety bez męża, a 9 (13%) to mężczyźni bez żony. W mieście znajdują się 3 (4%) związki partnerskie przeciwnych płci oraz 2 (3%) pary lub związki partnerskie tej samej płci. 12 (17%) gospodarstw składa się z jednej osoby. W 6 (9%) znajdują się samotne osoby powyżej 65 roku życia. Średnia wielkość gospodarstwa domowego wynosi 3,1 osoby, a średnia wielkość rodziny to 3,6 osoby. W mieście znajdują się 53 (77% gospodarstw domowych) rodziny.
Populacja miasta rozkłada się na 59 (23,2%) osób poniżej 18 roku życia, 25 (11%) osób z przedziału wiekowego 18–24 lat, 51 (23%) osób w wieku od 25 do 44 lat, 32 (28%) w wieku 45–64 lat i 22 (10%) osób które mają 65 lub więcej lat. Mediana wieku mieszkańców to 37,5 lat. Na każde 100 kobiet przypada 108,6 mężczyzn. Na każde 100 kobiet w wieku 18 lub więcej lat przypada 102,5 mężczyzn.
W mieście znajdują się 73 budynki mieszkalne ze średnią gęstością występowania 2,3/km², z których 22(32%) jest zamieszkanych przez właścicieli a 47 (68%) przez osoby wynajmujące. Wskaźnik pustostanów dla budynków mieszkalnych własnościowych wynosi 0,%, dla budynków wynajmowanych 6%. 66 (30% populacji) mieszkańców mieszka we własnych budynkach mieszkalnych, 148 (68%) w wynajmowanych.
Według spisu z 2010 roku mediana rocznego dochodu gospodarstw domowych wyniosła 49 419 $, a 3,4% populacji żyło poniżej federalnego minimum socjalnego.

### 2000
Według spisu z roku 2000, miasto zamieszkiwało 777 osób, które tworzyły 121 gospodarstw domowych oraz 93 rodziny. Gęstość zaludnienia wynosiła 25,6 osób/km². Na terenie miasta znajdywały się 124 budynki mieszkalne o średniej gęstości występowania na poziomie 4,1 budynków/km². 55% ludności miasta stanowili ludzie biali, 4% czarni lub Afroamerykanie, 3% rdzenni Amerykanie, 4% Azjaci, 29% ludność innych ras, 5% ludność wywodząca się z dwóch lub większej ilości ras, a 60% stanowili Hiszpanie lub Latynosi.
W mieście znajdywały się 121 gospodarstw domowych, z czego w 48% z nich znajdywały się dzieci poniżej 18 roku życia. 59% gospodarstw domowych tworzyły małżeństwa. 14% stanowiły kobiety bez męża, a 23% to nie rodziny. 20% wszystkich gospodarstw składało się z jednej osoby. W 8% znajdywały się samotne osoby powyżej 65 roku życia. Średnia wielkość gospodarstwa domowego wynosiła 4,2 osoby, a średnia wielkość rodziny 4,6 osoby.
Populacja miasta rozkładała się na 24% osób poniżej 18 roku życia, 9% osób z przedziału wiekowego 18–24 lat, 29% osób w wieku od 25 do 44 lat, 19% w wieku 45–64 lat i 19% osób które miały 65 lub więcej lat. Mediana wieku mieszkańców wynosiła 37 lat. Na każde 100 kobiet przypadało 125,2 mężczyzn. Na każde 100 kobiet w wieku 18 lub więcej lat przypadało 128,2 mężczyzn.
Mediana rocznego dochodu gospodarstw domowych w mieście wynosiła 49 423 $, a mediana rocznego dochodu rodzin w mieście wyniosła 47 321 $. Mediana rocznego dochodu mężczyzn wynosiła 26 016 $ w porównaniu do mediany kobiet wynoszącej 7292 $. Średni roczny dochód na osobę wynosił 9877 $. Około 17% rodzin i 15% populacji żyło poniżej minimum socjalnego, w tym 20% osób poniżej 18 roku życia i nikt z przediału 65 lat i więcej.

## Edukacja
Miasto jest obsługiwane przez 3 różne okręgi szkolne:
- Bassett Unified School District
- Hacienda La Puente Unified School District
- Rowland Unified School District

W pobliskim La Puente znajduje się Bishop Amat Memorial High School.

## Bezpieczeństwo publiczne
Departament Szeryfa hrabstwa Los Angeles (Los Angeles County Sheriff’s Department) posiada swój posterunek rejonowy przy Hudson Avenue, tuż przy Hacienda Boulevard (miasto dzieli go z La Puente, Avocado Heights, Valinda oraz Bassett). W mieście działają też dwa oddziały straży pożarnej, przy Gale Avenue oraz Stimson Avenue, w zachodniej części miasta.
Według raportów FBI z 2011 roku, przy populacji wynoszącej 222 osoby, w mieście odnotowano 1136 przestępstw przeciwko mieniu, co stanowi najwyższy wskaźnik (5,117) takich przestępstw w Kalifornii (średnia dla całych Stanów Zjednoczonych wyniosła 0,029). W mieście odnotowano też 44 przestępstwa z użyciem przemocy, przez co miasto znalazło się na drugim miejscu pod względem ilości takich przestępstw na osobę w Kalifornii, ze wskaźnikiem 0,198.

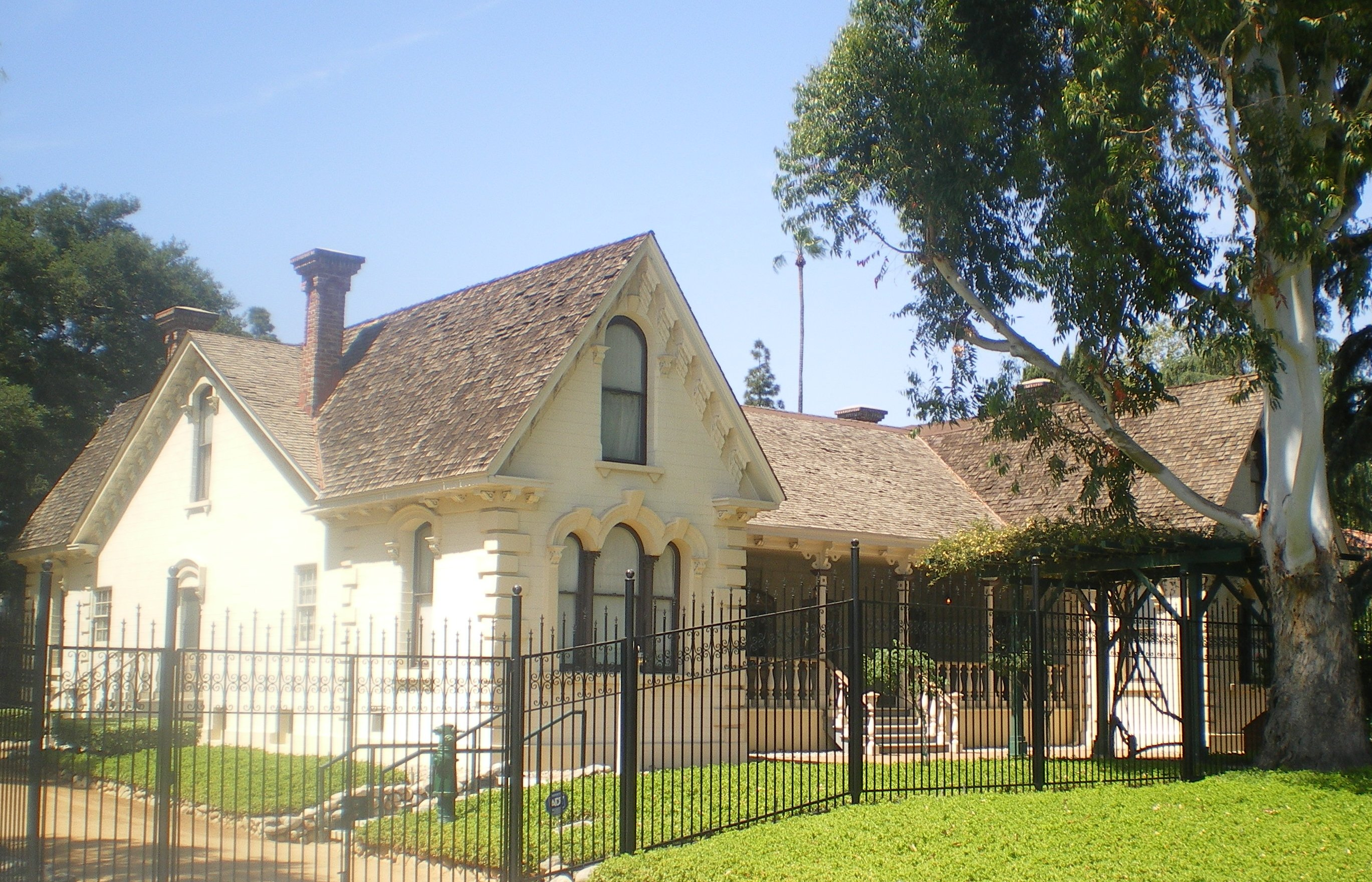
Dom Williama Workmana w muzeum Workman and Temple Homestead Museum

## Miejsca charakterystyczne

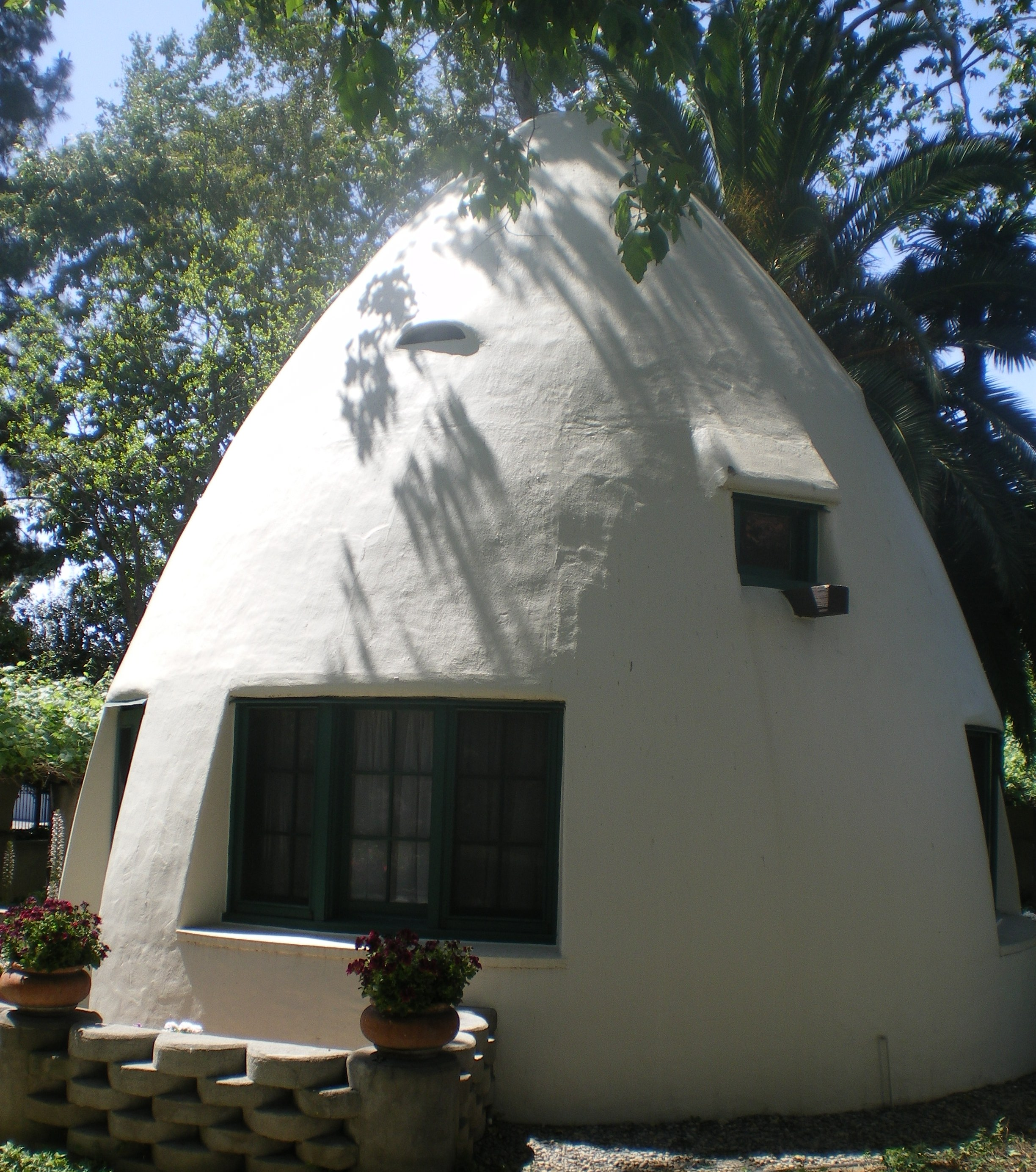
Igloo znajdujące się na terenie Workman and Temple Homestead Museum

### Workman and Temple Homestead Museum
W mieście znajduje się Workman and Temple Homestead Museum, ogród z muzeum XIX i XX-wiecznej historii i architektury Południowej Kalifornii, a także historii rodów Workman-Temple, które miały duże wpływy w mieście i w regionie. Miejsce to zostało wpisane do narodowego rejestru zasobów kulturowych (National Register of Historic Places).

## Branża filmowa
Centrum handlowe Puente Hills Mall brało udział w serii filmowej Powrót do przyszłości. Rodzinne centrum rozrywki SpeedZone, przyległe do Puente Hills Mall, było miejscem kręcenia jednej ze scen filmu Clerks – Sprzedawcy II. Sklep IKEA, położony na północ od Puente Hills Mall został użyty przy kręcieniu końcowej sceny walki w filmie Pan i pani Smith. Zewnętrzna część budynku została przebudowana, aby sceny do filmu można było kręcić zarówno w środku, jak i na zewnątrz. Po wszystkim sklep wyburzono.
W Industry znajduje się też restauracja McDonald’s, która jest używana do kręcenia reklam i filmów. W mieście znajduje się też Vineland Drive-In, jedno z dwóch kin samochodowych w hrabstwach Los Angeles oraz Orange.